# Krokryggen
Der Krokryggen (norwegisch für Krummer Rücken) ist ein 12 km langer und gebogener Gebirgskamm im ostantarktischen Königin-Maud-Land. In der Sør Rondane ragt er im Massiv des Mefjell auf.
Wissenschaftler des Norwegischen Polarinstituts benannten ihn 1988 deskriptiv.